# Warburgiella leucocytus
Warburgiella leucocytus là một loài Rêu trong họ Sematophyllaceae. Loài này được (Müll. Hal.) B.C. Tan, W.B. Schofield & H.P. Ramsay miêu tả khoa học đầu tiên năm 1998.